# عنکبوتیه (اخترزمین‌شناسی)

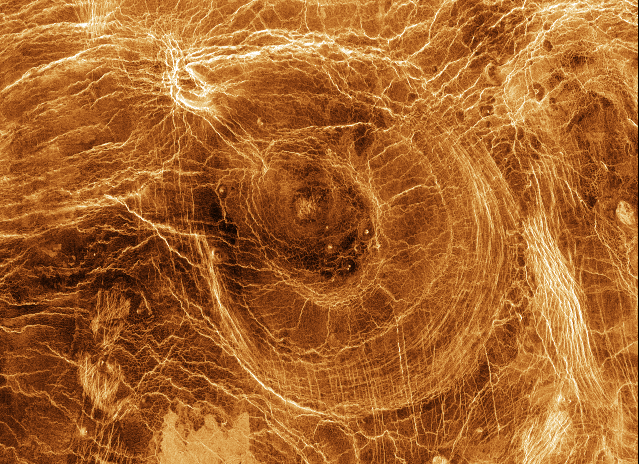
کرونای تروتیولا، یکی از عنکبوتیه‌های زهره

در اخترزمین‌شناسی عنکبوتیه، تارعنکبوت یا آراکنوئید (انگلیسی: Arachnoid) یک ساختار زمین‌شناسی بزرگ شبیه به تار عنکبوت است. آن‌ها منشأ ناشناخته‌ای دارند و تنها در سطح سیاره زهره یافت شده‌اند. آن‌ها به‌صورت بیضی‌هایی متحدالمرکز که توسط شبکهٔ پیچیده‌ای از شکستگی‌ها احاطه شده‌اند با وسعتی که می‌تواند تا حدود ۲۰۰ کیلومتر وسعت داشته باشد، ظاهر می‌شوند. بیش از ۹۰ عنکبوتیه در زهره شناسایی شده‌است.
عنکبوتیه می‌تواند نسبت عجیبی با پدیدهٔ آتشفشان داشته‌باشد، با این حال، ممکن است عنکبوتیه‌های مختلف نیز توسط فرآیندهای دیگری تشکیل شوند. یکی از توضیح‌های احتمالی این است که بالا آمدن ماگما از داخل سیاره بر روی سطح فشار آورده و باعث ایجاد شکاف می‌شود.یک نظریه جایگزین در مورد منشأ عنکبوتیه‌ها این است که آن‌ها پیش ساز تشکیل تاج هستند.
بسیاری از آنچه در مورد عنکبوتیه‌ها تاکنون شناخته شده، نتیجهٔ بررسی‌های انجام شده توسط تحلیل‌گران C.B. Dawson و L.S. Crumpler بوده‌است.